# Otawara
Otawara (大田原市 -shi) é uma cidade japonesa localizada na província de Tochigi.
Em 2003 a cidade tinha uma população estimada em 56 527 habitantes e uma densidade populacional de 421,94 h/km². Tem uma área total de 133,97 km².
Recebeu o estatuto de cidade a 1 de Dezembro de 1954.

## Cidades-irmãs
- West Covina, Estados Unidos
- St. Andrews, Reino Unido